# Cuando me enamoro

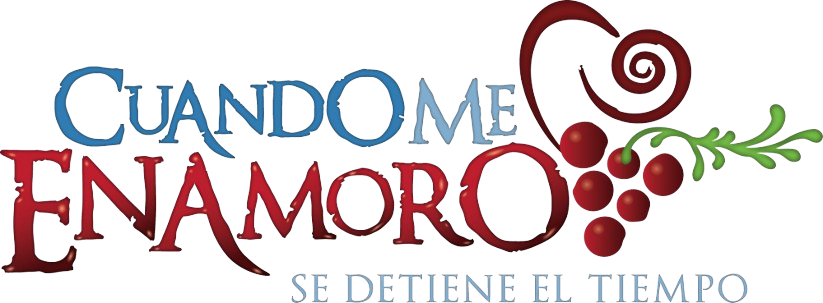
Logo officiel de la série Cuando me enamoro

Cuando me enamoro, est une telenovela mexicaine diffusée en 2010-2011 par Televisa.

## Synopsis
L'histoire commence avec la naissance de deux enfants, Regina et Roberta. Toutes deux sont les filles de Roberto Gamba mais de mères différentes. Regina est la fille de Regina Soberon Gamba, la femme légitime de Roberto Gamba, alors que Roberta est la fille de Josefina Alvarez Martínez, dite Pepa, la maîtresse de Roberto. Lorsque Roberto dit à Pepa qu'il ne va quitter ni sa femme ni sa fille Regina, Pepa, folle de rage, provoque la mort de Roberto et décide de kidnapper la fille de Roberto et Regina pour se venger et faire souffrir Regina. Pepa change le nom de Regina et s'enfuit avec les deux enfants, laissant Regina désespérée par la perte de sa fille.
Des années plus tard, Pepa se marie au millionaire Gonzalo Monterrubio, qui adopte les deux filles et les élève comme si elles étaient ses filles biologiques. Ainsi, Doña Pepa devient Josefina Álvarez de Monterrubio, dite Fina.
Roberta est la petite amie de Rafael Gutiérrez, un employé de l'entreprise de Gonzalo Monterrubio. Rafael veut prouver à Roberta qu'il est capable de lui procurer le genre de vie dont elle est habituée. Pour cela, il démissionne de l'entreprise Monterrubio pour devenir le nouveau propriétaire d'un vignoble à succès à Ensenada. Mais Fina assassine Rafael puis fait croire à Roberta que Rafael l'a quittée.
Jerónimo Linares de la Fuente est un homme d'affaires qui a réussi et qui vit en Espagne. Il décide d'aller au Mexique visiter son demi-frère, Rafael, et de demander en mariage Roberta à la demande de Rafael.
À l'aéroport, Jerónimo rencontre par hasard Renata Monterrubio et est immédiatement ébloui par sa beauté. Une fois arrivé au ranch de son frère, il apprend le décès récent de celui-ci, Jerónimo est amené à croire qu'une femme dont le nom commence par la lettre R est responsable de la mort de Rafael. Jerónimo jure de venger la mort de son frère en séduisant, en mariant et en rendant ensuite la vie infernale à la femme qu'il surnomme La Bonita. Au début, Jerónimo suspecte La Bonita d'être en réalité Roberta. Toutefois, à cause d'une série de malentendus et  de l'attitude trompeuse et complice de Fina, Jerónimo tourne ses soupçons vers Renata en tant que La Bonita...

## Distribution

### Rôles principaux
- Silvia Navarro : Renata Álvarez
- Juan Soler : Don Jerónimo Linares
- Jessica Coch : Roberta Álvarez
- Lisardo : Don Agustín Dunant                                (Antagoniste Principal)
- Arturo Peniche : Padre Juan Cristóbal Gamboa (Participation spéciale)
- José Ron : Matias Monterrububio (Antagoniste)
- Guillermo Capetillo : Antonio Iriondio
- Alfredo Adame : Honorio Sánchez
- Martha Julia : Marina Sepúlveda
- Lourdes Munguía : Constanza Monterrubio de Sánchez
- Rocio Banquells : Don Josefina Álvarez
- René Casados : Don Gonzalo Monterrubio
- Odiseo Bichir : Dr. Álvaro Nesme
- Luis Gatica : Lázaro López
- Yolanda Ventura : Karina Aguilar de Nesme / Karina Aguilar de López
- Grettell Valdez : Matilde López
- Aleida Núñez : Alfonsina de Fierro
- Carlos de la Mota : Carlos Estrada
- Ferdinando Valencia : José María Rivero, dit Chema
- Alejandro Ruiz : Ezequiel Fierro
- Wendy González[1] / Florencia de Saracho : Adriana Beltrán / Adriana Sánchez Beltrán
- Eleazar Gómez : Aníbal Cuevas
- Magda Karina : Blanca Ocampo
- Sebastián Zurita : Rafael Gutiérrez De La Fuente
- Irma Dorantes : Catalina Vda. de Soberón
- Olivia Bucio : Inés Fonseca de Del Valle
- Antonio Medellín : Isidro Del Valle
- Zoraida Gómez : Julieta Montiel
- Ilithya Manzanilla : Arely
- Marco Uriel : Comandante Cantú
- David Ostrosky : Benjamín Casillas
- Hugo Macías Macotela : Padre Severino
- Geraldine Galván : Alisson
- Michelle Ramaglia : Priscila
- Yessica Salazar : Dominique de la Rivera
- Eduardo Cáceres
- Jackie García : Selene Carrasco
- Jesús More : Diego Lara
- Vanessa Mateo : Lorea
- Pablo Cruz : Daniel
- Yoselin Sánchez : Almudena
- Jorge Alberto Bolaños : Licenciado Ramiro Soto
- Lourdes Reyes : Maritza del Rio
- Mario Zulayca : Humberto
- Luis Reynoso : Leoncio
- Alejandro Calva : Manríquez
- Sussan Taunton : Luciana Peniche
- Ricardo D'León
- Raquel Morell : Ágatha Beltrán
- Marco Muñoz : Germán Ibarrola
- Yolanda Mérida : Manuela

### Participations spéciales
- Sebastián Rulli : Roberto Gamba
- Lidia Ávila : Regina Soberón Vda. de Gamba (Jeune)
- Margarita Magaña : Josefina "Pepa" Álvarez Martínez (Jeune)
- Silvia Manriquez : Catalina Vda. de Soberón (Jeune)
- Juan Ángel Esparza : Isidro del Valle(Jeune)
- Jorge De Silva : Gonzalo Monterrubio (Jeune)
- Susana Diazayas : Inés Fonseca (Jeune)
- Mario Carballido : Honorio Sánchez (Jeune)
- Mariney Sendra : Constanza Monterrubio de Sánchez (Jeune)
- Araceli Rangel
- Christian Vega : Andrés Del Valle Fonseca
- Julio Mannino : Saúl

## Diffusion internationale
| Pays                   | Chaîne                                 | Titre                      | Série première   |
| ---------------------- | -------------------------------------- | -------------------------- | ---------------- |
| Mexique                | Canal de las Estrellas                 | Cuando me enamoro          | 2010             |
| Nicaragua              | Canal de las Estrellas Amérique latine | Cuando me enamoro          | 2010             |
| Uruguay                | Canal de las Estrellas Amérique latine | Cuando me enamoro          | 2010             |
| Guatemala              | Canal de las Estrellas Amérique latine | Cuando me enamoro          | 2010             |
| Costa Rica             | Canal de las Estrellas Amérique latine | Cuando me enamoro          | 2010             |
| Salvador               | Canal de las Estrellas Amérique latine | Cuando me enamoro          | 2010             |
| Équateur               | Canal de las Estrellas Amérique latine | Cuando me enamoro          | 2010             |
| Argentine              | Canal 9                                | Cuando me enamoro          |                  |
| Colombie               | Canal RCN                              | Cuando me enamoro          | 2010             |
| Espagne                | Nova                                   | Cuando me enamoro          | 2010             |
| République dominicaine | Telemicro                              | Cuando me enamoro          |                  |
| Bolivie                | Red Uno                                | Cuando me enamoro          |                  |
| Venezuela              | Venevisión                             | Cuando me enamoro          |                  |
| Serbie                 | RTV Pink                               | Сестре                     | 16 juin 2011     |
| Panama                 | Telemetro                              | Cuando me enamoro          |                  |
| Paraguay               | Telefuturo                             | Cuando me enamoro          |                  |
| Honduras               | Televicentro                           | Cuando me enamoro          |                  |
| Pérou                  | América Televisión                     | Cuando me enamoro          |                  |
| Chili                  | Mega                                   | Cuando me enamoro          | 5 mai 2011       |
| Chili                  | La Red                                 | Cuando me enamoro          | 22 mai 2012      |
| Croatie                | HRT 1                                  | Kad zavolim, vrijeme stane |                  |
| Pologne                | TV4                                    | Kiedy się zakocham...      | 5 septembre 2011 |
| Hongrie                | Story TV                               | Időtlen szerelem           | 21 mars 2011     |
| Slovénie               | POP TV                                 |                            | 13 avril 2011    |
| Bosnie-Herzégovine     | TV Pink BH                             |                            |                  |
| Monténégro             | TV Pink M                              |                            |                  |
| États-Unis             | Univisión                              | Cuando me enamoro          | 2010             |
| Porto Rico             | Univisión Porto Rico                   | Cuando me enamoro          | 2010             |
| Brésil                 | SBT                                    | Quando me apaixono         | 20 juillet 2020  |
| Portugal               | RecordTV                               | Quando me apaixono         | 12 avril 2023    |

## Autres versions

### Telenovelas
- La mentira (1965), réalisé et produit par Ernesto Alonso pour Televisa; avec Julissa, Enrique Lizalde et Fanny Cano.
- El amor nunca muere (1982), réalisé par Alfredo Saldaña et produit par Ernesto Alonso pour Televisa; avec Christian Bach, Frank Moro et Silvia Pasquel
- La mentira (1998), réalisé par Sergio Castaño et produit par Carlos Sotomayor pour Televisa; avec Kate del Castillo, Guy Ecker et Karla Álvarez.
- El juramento (2008), produit par Mary-Kathryn Kennedy pour Telemundo; avec Natalia Streignard, Osvaldo Rios et Dominika Paleta.
- Corações Feridos (2012), réalisé par Del Rangel pour SBT; avec Patrícia Barros, Flávio Tolezani et Cynthia Falabella.
- Lo imperdonable (2015)

### Films
- La mentira (1952), réalisé par Juan J. Ortega; avec Marga López, Jorge Mistral et Gina Cabrera.
- La mentira (1970), réalisé par Emilio Gómez Muriel; avec Julissa, Enrique Lizalde et Blanca Sanchez.

### Sources
- (es) Cet article est partiellement ou en totalité issu de l’article de Wikipédia en espagnol intitulé « Cuando me enamoro (telenovela) » (voir la liste des auteurs).